# Bylica austriacka
Bylica austriacka (Artemisia austriaca Jacq.) – gatunek roślin z rodziny astrowatych. Występuje w Eurazji na obszarze od Europy Środkowej po Iran, północne Chiny i zachodnią Syberię. W Europie Zachodniej rośnie jako gatunek introdukowany. W Polsce także ma status zadomowionego gatunku obcego (kenofitu). W XIX wieku rozprzestrzeniając się ku północy i zachodowi stwierdzony został na Lubelszczyźnie i w Warszawie. Współcześnie spotykany jest w całym kraju, choć częściej tylko na wschodzie. Wciąż zwiększa liczbę stanowisk.

## Morfologia

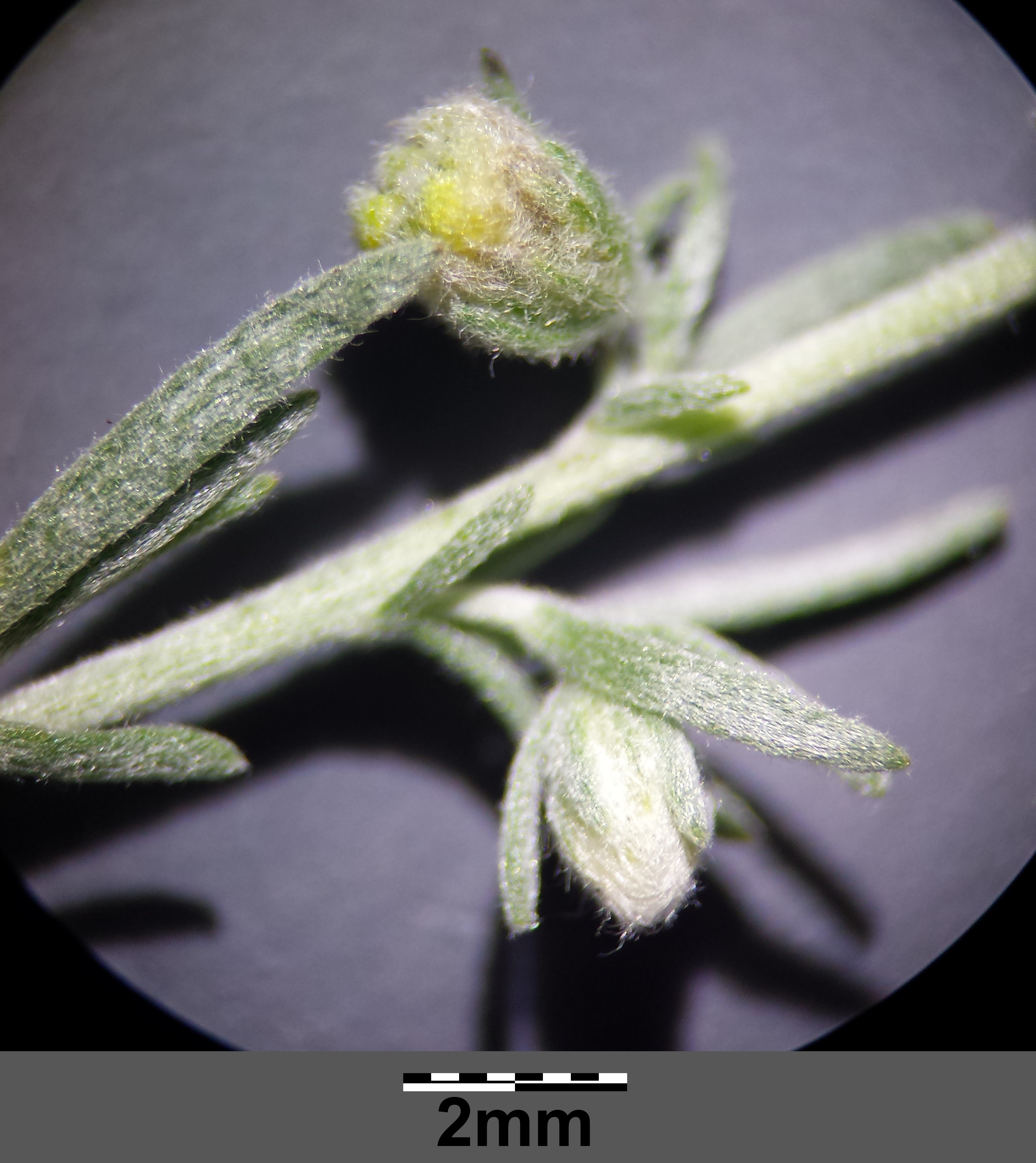
Koszyczki

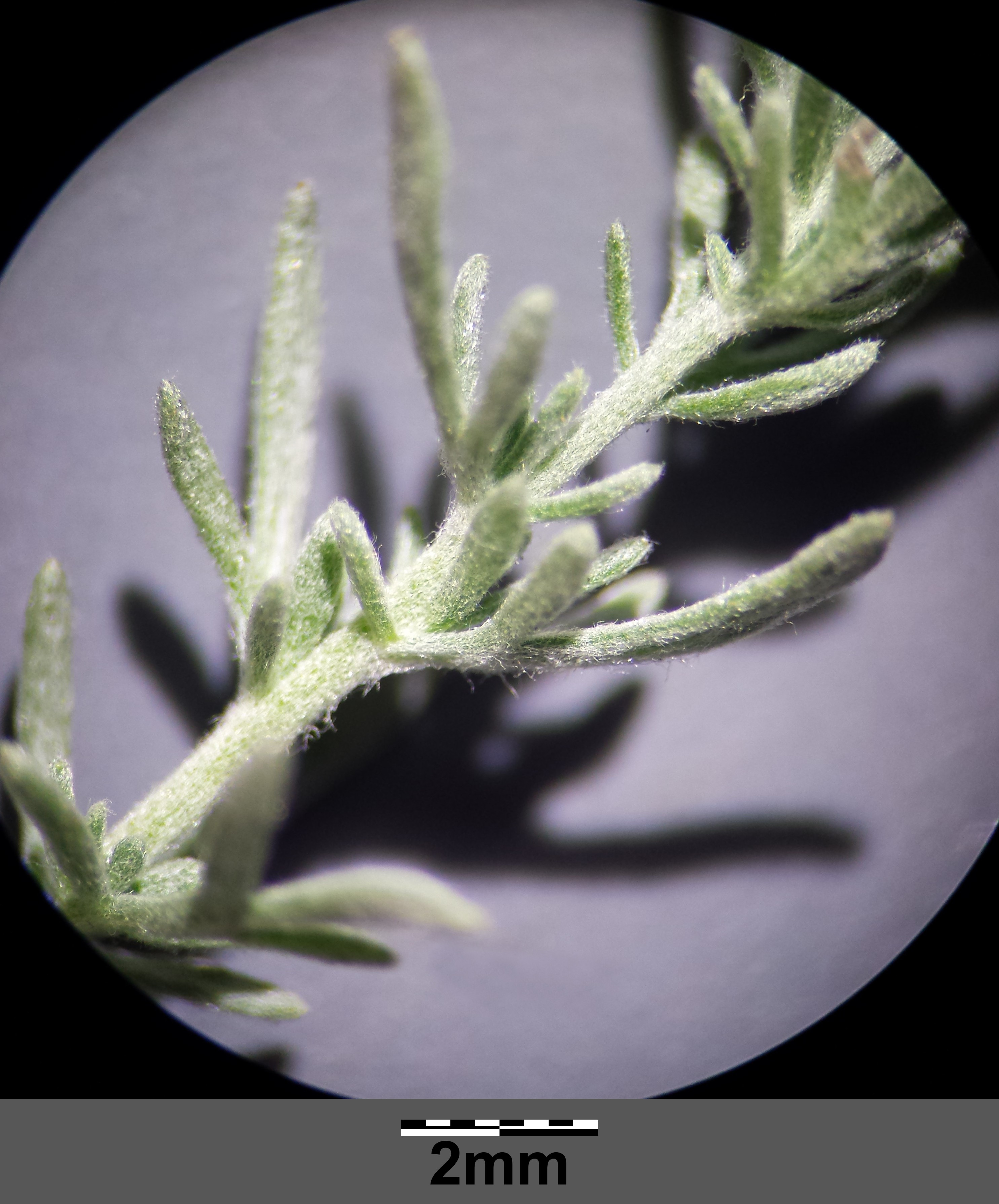
Liście

PokrójSzaro, jedwabiście owłosiona roślina zielna z nagą tylko dolną częścią pędu. Z cienkiego, drewniejącego i pełzającego kłącza wyrasta pojedyncza łodyga lub kilka łodyg prosto wznoszących się lub podnoszących się, osiągających od 20 do 60 cm wysokości.
LiścieDolne liście ogonkowe, wyższe krótkoogonkowe lub siedzące. Ogonki mają uszkowate nasady. Blaszki są w zarysie jajowate, długości do 4 cm, dwu- i trzykrotnie pierzastosieczne, z odcinkami równowąskimi, o szerokości ok. 1 mm i długości od 2 do 12 mm. Najwyższe liście siedzące, podługowate i niepodzielone.
KwiatyZebrane w szerokojajowate, zwisające koszyczki o długości 2–3,5 mm i szerokości 2 mm. Koszyczki tworzą szeroki i rozgałęziony, wiechowaty kwiatostan złożony. Okrywę koszyczka tworzą listki obłonione, owłosione, lancetowate do eliptycznych. Kwiaty czerwonożółte, brzeżne żeńskie, środkowe obupłciowe.
OwoceDrobne niełupki długości 0,4 do 0,7 mm i szerokości 0,2 mm, spłaszczone, brunatne, podłużnie bruzdowane.
Gatunki podobneBylica pontyjska Artemisia pontica ma liście z wierzchu szarozielone, a od spodu białe i łatki liści nie dłuższe niż 5 mm. Rosnąca nad morzem bylica polna Artemisia campestris subsp. sericea jest biało filcowato owłosiona i ma koszyczki jajowate.

## Biologia i ekologia
Bylina, chamefit. Kwitnie od lipca do października. Rośnie w miejscach suchych, na stepach, na obszarach introdukcji zwykle na siedliskach ruderalnych, zazwyczaj na przytorzach i przydrożach.